# 빈첸초 아마토
빈첸초 아마토(Vincenzo Amato, 1966년 3월 30일 ~ )는 이탈리아의 배우, 조각가, 연극 배우, 텔레비전 배우이다.
팔레르모에서 태어났다.

## 영화
- 필 유어 메모리즈 (2019년)
- 시칠리안 고스트 스토리 (2017년)
- 더 해빗 오브 뷰티 (2016년)
- 더 워너비 - 존 고티 (2015년)
- 다커 댄 미드나잇 (2014년)
- 워 스토리 (2014년) - 필리포 역
- 언브로큰 (2014년) - 앤서니 역
- 걸 온 어 바이시클 (2013년)
- 스쿨 이즈 오버 (2010년)
- 들어는 봤니? 모건 부부 (2009년) - 지라드 레이블레이스 역
- 황금의 문 (2006년)
- 레스피로 (2002년)
- 데카메론 (1971년)